# Medalierstwo i Falerystyka
Medalierstwo i Falerystyka – czasopismo poświęcone tematyce medalierstwa założone w 1981 roku. Wydawane przez Polskie Towarzystwo Archeologiczne i Numizmatyczne oddział w Warszawie, później przez Polskie Towarzystwo Numizmatyczne.
Czasopismo wydawane nieregularnie, w założeniu co miesiąc (bez miesięcy lipiec-sierpień), zdarzało się jednak, że były lata, gdzie wychodziły numery zbiorcze składające się z kilku numerów.

## Skład redakcji
W skład redakcji czasopisma wchodzą (2012):
- Wanda Bigoszewska
- Mieczysław Czerski
- Małgorzata Dubrowska
- Lilianna Gintowt-Dziewiałtowska
- Aleksandra Kopydłowska
- Aleksander Kuźmin – redaktor naczelny
- Władysław Piekarz
- Jacek Strzałkowski
- Adam Zając – sekretarz redakcji